# Blepharosis subsignatus
Blepharosis subsignatus är en fjärilsart som beskrevs av Max Wilhelm Karl Draudt 1950. Blepharosis subsignatus ingår i släktet Blepharosis och familjen nattflyn. Inga underarter finns listade i Catalogue of Life.